# Великі дебати латке-хаманташ

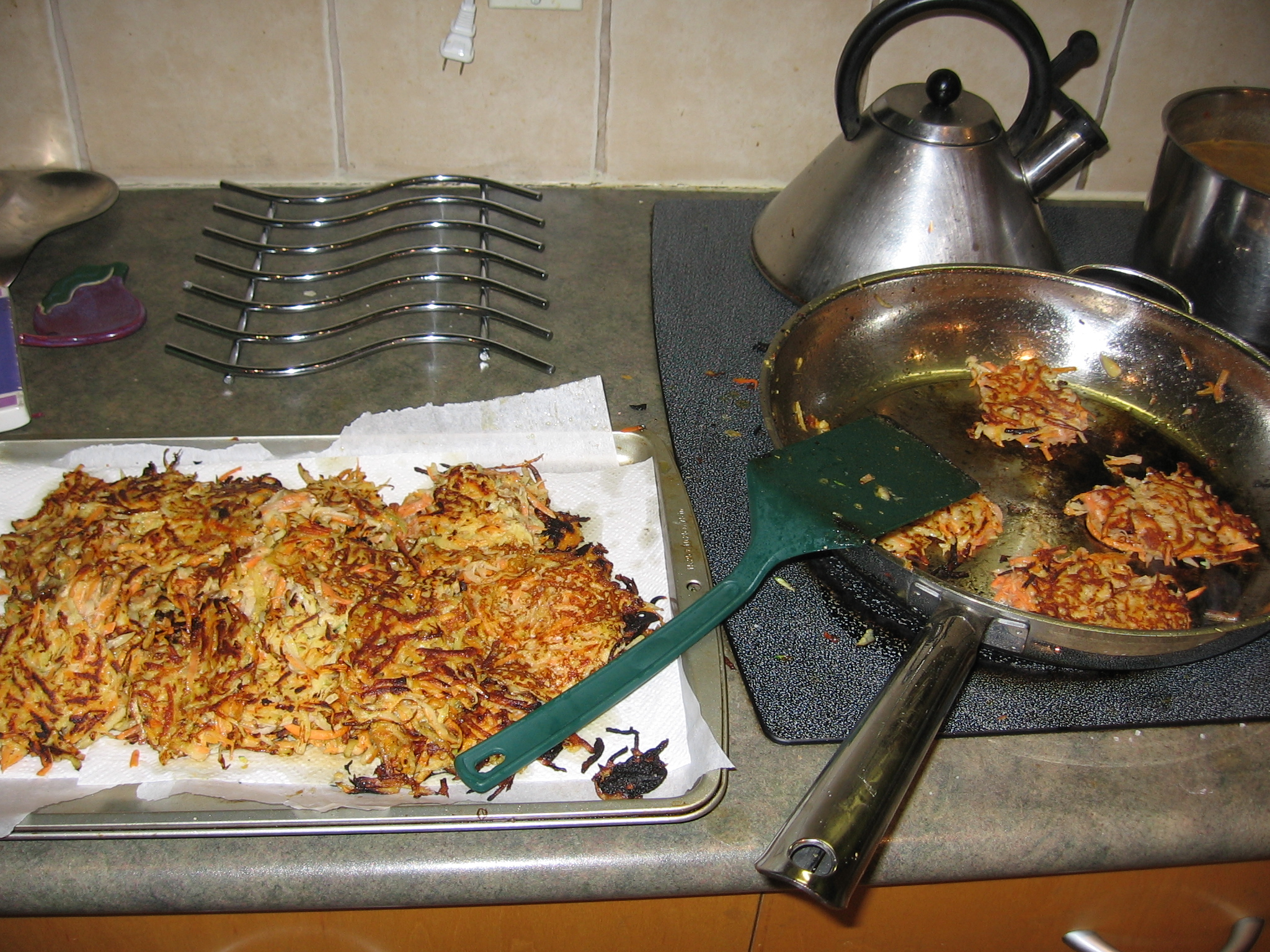
Латке (єврейські деруни)

Великі дебати латке-хаманташ (англ. The Great Latke-Hamantash Debate) — гумористичні академічні дебати про відносні достоїнства і значення цих двох страв єврейської кухні. Дебати вперше пройшли в Чиказькому університеті в 1946 році та відтоді проводяться щорічно, та навіть розповсюдилися на інші університетські містечка. Учасники дебатів, що проводяться у вигляді симпозіуму, включали колишнього президента Чиказького університету Ганну Голборн Грей, філософа Марту Нуссбаум, лауреатів нобелівських премій Мілтона Фрідмана і Леона Ледермана, та есеїста Аллана Блума. Компендіум дебатів, переможця яких ніколи не було визначено, вийшов друком у 2005 році.
Латке — єврейський варіант дерунів, картопляні млинці, пов'язані зі святом Ханука. Хаманташ (Hamentaschen) — пірамідальне печиво з пшеничного борошна наповнене маком, чорносливом або фруктових варенням. Вони пов'язані зі святом Пурім, коли королева Естер і Мордекій зберегли євреїв від злого Хамана, який носив трикутний капелюх.
Дебати були вперше проведені взимку 1946 року в місцевому будинку фундації Хіллел, під керівництвом рабина Моріса Петарського. Згідно з редактором, Рут Фредман Кернеа, це був час «коли академічне життя відображало відкритий показ приналежності до єврейського народу. Подія забезпечила рідкісну можливість виявити прихований єврейський дух та піднести забаву до рівня серйозного академічного життя.» Відтоді дебати проводилися щорічно, зазвичай у вівторок перед Днем дяки, за винятком одного року. Обидва харчові продукти, зазвичай, подають після дебатів. Гарвардський університет недавно почав проводити власну версію дебатів.
Говорять, що дебати є результатом традиції пародії на вивчення Талмуду протягом Пуріму. Також вони пропонують відпочинок від суворої академічної програми університету.

## Посиланя на джерела
1. ↑  The Great latke-hamantash debate.